# OROカップ
岩手県知事杯OROカップ（いわてけんちじはいオーロカップ）は、岩手県競馬組合が盛岡競馬場で施行する地方競馬の重賞競走（平地競走）である。
競走名の"ORO"は盛岡競馬場の愛称である「オーロパーク」から。スペイン語で「黄金」を意味する。盛岡競馬場は2回移転しているが最初に設置された市内上田時代の1903年、閑院宮載仁親王が競馬を台覧した際に下賜された黄金競馬場の名前に由来する。

## 概要
前身は1989年に創設された岩手県知事杯アラブ王冠。1998年に東日本地区交流で施行された岩手県知事杯セイユウ賞を最後にアラブ在厩頭数の減少で廃止。翌1999年にサラブレッド古馬による芝コースの最高峰レースにリニューアルされ、回次を第1回として創設。古馬による芝コースの重賞競走は他にせきれい賞、OROターフスプリント、いしがきマイラーズ、サファイア賞が行われている。
出走条件は当初は岩手所属馬限定、翌2000年は東北地区交流、2001年は東日本地区、2002年は東日本と九州地区、2003年から地方競馬全国交流となっている。馬齢はいずれもサラブレッド系3歳以上。
距離は当初は芝2400m、2001年に芝1700mに短縮、2002年は降雪の影響でダート1600mに変更され、2003年から芝1600mに短縮、2007年から芝1700mで施行されている。
また2003年から中央競馬のマイルチャンピオンシップのステップ競走への地方競馬選定競走としても施行されており、1着馬は富士ステークスとスワンステークスへの出走可能となる。さらにこのいずれかの競走で上位2着までに入賞すると、マイルチャンピオンシップへ出走可能となる。
東京競馬場との交換競走として東京ではオーロカップ（L）が行われているが、盛岡では東京カップけやき賞（特別戦、中央競馬との条件交流）が対応する。
2007年はシンガポール航空国際カップ優勝馬のコスモバルク（北海道）が参戦、貫禄勝ちを収めている。
本競走は2008年からスタリオンシリーズ競走に指定されている。
2016年に岩手競馬で重賞格付け制度が開始され、M1に格付けされた。
2022年は盛岡競馬場でのJBC競走開催に伴い、「様々なカテゴリーのチャンピオンが決定する日」としてJBC競走と同日の11月3日に、1着賞金額も1,000万円から3,000万円へ大幅増額して行われた。翌2023年度は施行時期は9月に、1着賞金も1000万円に戻されている。さらに翌2024年度より8月に施行時期が変更された。

### 条件・賞金等（2024年）
出走条件
サラブレッド系3歳以上、地方競馬全国交流。
- せきれい賞で3着以上の馬に優先出走権がある。

負担重量
定量、3歳55kg、4歳以上57kg、牝馬2kg減。
賞金額
1着1000万円、2着350万円、3着200万円、4着130万円、5着70万円、着外手当は5万円。
副賞
岩手県知事賞、社台スタリオンステーション賞、全国公営競馬主催者協議会会長賞、岩手日報社賞、開催執務委員長賞。
スタリオンシリーズに指定されており、グレナディアガーズの配合権利が優勝馬馬主への副賞となっている。

## 歴史
- 1999年 - 盛岡競馬場の芝2400mのサラブレッド系4歳（現3歳）以上の岩手所属馬限定の定量の重賞競走「岩手県知事杯OROカップ」として創設。
- 2000年 - 当年のみ、東北地区交流競走として施行、出走条件を「サラブレッド系4歳（現3歳）以上の岩手・上山・新潟所属馬」に変更。
- 2001年
  - 馬齢表示の国際基準への変更及び東日本地区交流競走として施行。それらに伴い、出走条件を「サラブレッド系4歳の岩手・上山・新潟所属馬」から「サラブレッド系3歳以上の北海道・岩手・上山・新潟・北関東・南関東所属馬」に変更。
  - 施行距離を現在の芝1700mに変更。
  - 岩手の小林俊彦が騎手として史上初の連覇。
  - 岩手の小林義明が調教師として史上初の連覇。
- 2002年 - 降雪の影響でダート1600mで施行。
- 2003年
  - この年から地方競馬全国交流競走として施行、出走条件を「サラブレッド系3歳以上の地方所属馬」に変更。
  - 施行時期を11月から9月に変更。
  - 施行距離を芝1600mに変更。
  - 1着馬にマイルチャンピオンシップトライアルの出走権が付与される様になる。
- 2007年 - 施行距離を芝1700mに戻す。
- 2008年 - スタリオンシリーズ競走に指定。
- 2009年 - ホッカイドウのコスモバルクが当競走で史上初の2度目の優勝。
- 2013年
  - ナターレが史上初の連覇。
  - 金沢の吉原寛人が騎手として史上2人目の連覇。
  - 川崎の内田勝義が調教師として史上2人目の連覇。
- 2016年 - 岩手競馬で重賞格付け制度がスタートしM1に格付けされる。
- 2024年 
  - 施行時期を8月に変更。
  - 芝コースの走路状況悪化によりダート1600mに変更して施行予定であったが[5]、大雨による馬場状況悪化により開催取り止めとなった[6]。

### 歴代優勝馬
| 回数   | 施行日         | 距離                   | 優勝馬                 | 性齢                   | 所属                   | タイム                 | 優勝騎手               | 管理調教師             | 馬主                       |
| ------ | -------------- | ---------------------- | ---------------------- | ---------------------- | ---------------------- | ---------------------- | ---------------------- | ---------------------- | -------------------------- |
| 第1回  | 1999年11月7日  | 芝2400m                | モリユウコバン         | 牡5                    | 水沢                   | 2:31.8                 | 菅原勲                 | 志村文雄               | （有）森勇商事             |
| 第2回  | 2000年11月5日  | 芝2400m                | ロイヤルスター         | 牡6                    | 水沢                   | 2:33.2                 | 小林俊彦               | 小林義明               | 保手濱忠弘                 |
| 第3回  | 2001年11月11日 | 芝1700m                | オークファイヤー       | 牡4                    | 水沢                   | 1:44.9                 | 小林俊彦               | 小林義明               | 藤内正壽                   |
| 第4回  | 2002年11月10日 | ダ1600m                | トーヨーデヘア         | 牡5                    | 盛岡                   | 1:39.7                 | 菅原勲                 | 小西重征               | 藤田利勝                   |
| 第5回  | 2003年9月28日  | 芝1600m                | トミケンブライト       | 牝6                    | 盛岡                   | 1:37.9                 | 佐々木忍               | 櫻田勝男               | （有）トミケン             |
| 第6回  | 2004年9月26日  | 芝1600m                | トキオパーフェクト     | 騸9                    | 岩手                   | 1:40.4                 | 陶文峰                 | 櫻田浩三               | 吉田勝己                   |
| 第7回  | 2005年9月25日  | 芝1600m                | トレオウオブキング     | 牡4                    | 大井                   | 1:41.7                 | 張田京                 | 上杉昌宏               | 千葉正人                   |
| 第8回  | 2006年9月24日  | 芝1600m                | シンボリスナイパー     | 騸8                    | 水沢                   | 1:37.7                 | 小林俊彦               | 石川栄                 | 中山喜一                   |
| 第9回  | 2007年9月30日  | 芝1700m                | コスモバルク           | 牡6                    | 北海道                 | 1:45.0                 | 五十嵐冬樹             | 田部和則               | （有）ビッグレッドファーム |
| 第10回 | 2008年9月28日  | 芝1700m                | クルセイズ             | 牝7                    | 水沢                   | 1:45.4                 | 沢田盛夫利             | 佐々木由則             | 谷謙介                     |
| 第11回 | 2009年9月27日  | 芝1700m                | コスモバルク           | 牡8                    | 北海道                 | 1:45.5                 | 小林俊彦               | 田部和則               | （有）ビッグレッドファーム |
| 第12回 | 2010年9月26日  | 芝1700m                | コスモヴァシュラン     | 牡6                    | 川崎                   | 1:47.4                 | 町田直希               | 河津裕昭               | 林明道                     |
| 第13回 | 2011年9月25日  | 芝1700m                | ダブルオーセブン       | 牡3                    | 北海道                 | 1:48.4                 | 井上俊彦               | 伊藤隆志               | （有）ライオンズ           |
| 第14回 | 2012年9月30日  | 芝1700m                | ナターレ               | 牝4                    | 川崎                   | 1:45.2                 | 吉原寛人               | 内田勝義               | 吉田正志                   |
| 第15回 | 2013年9月29日  | 芝1700m                | ナターレ               | 牝5                    | 川崎                   | R1:43.7                | 吉原寛人               | 内田勝義               | 吉田正志                   |
| 第16回 | 2014年9月28日  | 芝1700m                | シルクアーネスト       | 牡7                    | 水沢                   | 1:44.8                 | 坂口裕一               | 村上昌幸               | 清川孝徳                   |
| 第17回 | 2015年9月27日  | 芝1700m                | ロゾヴァドリナ         | 牝3                    | 大井                   | 1:45.5                 | 矢野貴之               | 森下淳平               | 吉田照哉                   |
| 第18回 | 2016年9月25日  | 芝1700m                | ロゾヴァドリナ         | 牝4                    | 大井                   | 1:46.0                 | 吉原寛人               | 森下淳平               | 吉田照哉                   |
| 第19回 | 2017年9月24日  | 芝1700m                | ロゾヴァドリナ         | 牝5                    | 大井                   | 1:45.3                 | 吉原寛人               | 森下淳平               | 吉田照哉                   |
| 第20回 | 2018年9月23日  | 芝1700m                | ハッピーグリン         | 牡3                    | 北海道                 | 1:44.7                 | 服部茂史               | 田中淳司               | 会田裕一                   |
| 第21回 | 2019年9月22日  | 芝1700m                | コスモリョウゲツ       | 牡5                    | 水沢                   | 1:46.5                 | 山本政聡               | 板垣吉則               | 杉浦和也                   |
| 第22回 | 2020年9月27日  | 芝1700m                | ブラックバゴ           | 牡8                    | 大井                   | 1:46.0                 | 関本淳                 | 佐野謙二               | 吉木伸彦                   |
| 第23回 | 2021年9月28日  | 芝1700m                | ロードクエスト         | 牡8                    | 大井                   | 1:45.3                 | 山崎誠士               | 渡邉和雄               | 中村伊三美                 |
| 第24回 | 2022年11月3日  | 芝1700m                | アトミックフォース     | 牡6                    | 船橋                   | 1:44.8                 | 矢野貴之               | 山下貴之               | （株）レックス             |
| 第25回 | 2023年9月26日  | 芝1700m                | アトミックフォース     | 牡7                    | 船橋                   | 1:44.9                 | 笹川翼                 | 山下貴之               | （株）レックス             |
| -      | 2024年8月4日   | 走路状態悪化のため中止 | 走路状態悪化のため中止 | 走路状態悪化のため中止 | 走路状態悪化のため中止 | 走路状態悪化のため中止 | 走路状態悪化のため中止 | 走路状態悪化のため中止 | 走路状態悪化のため中止     |

※ 2000年以前の優勝馬の馬齢は旧表記を用いる。
※ Rは、コースレコードを示す。

#### 各回競走結果の出典
- OROカップ 歴代優勝馬 - 地方競馬全国協会
- JBISサーチ
  - 1999年，2000年，2001年，2002年，2003年，2004年，2005年，2006年，2007年，2008年，2009年，2010年，2011年，2012年，2013年，2014年，2015年，2016年，2017年，2018年，2019年，2020年，2021年，2022年